# کمیته مشترک مهاجرت کالیفرنیا
کمیته مشترک مهاجرت کالیفرنیا (انگلیسی: California Joint Immigration Committee) یک سازمان بومی‌گرا و لابی گرا بود که در اوایل تا اواسط قرن بیستم فعال بود و طرفدار محرومیت مهاجران مردمان آسیایی و مکزیکی به ایالات متحده آمریکا بود.